# Jean-Pierre Houël
Jean-Pierre Louis Laurent Houël (Rouen, 28 giugno 1735 – Parigi, 14 novembre 1813) è stato un incisore, pittore e architetto francese, nonché uno dei più famosi viaggiatori del Grand Tour.

## Biografia
A quindici anni frequenta la Scuola di Disegno di Rouen diretta dal fiammingo Jean-Baptiste Descamps. Tre anni dopo studia architettura presso Thibault il Vecchio.

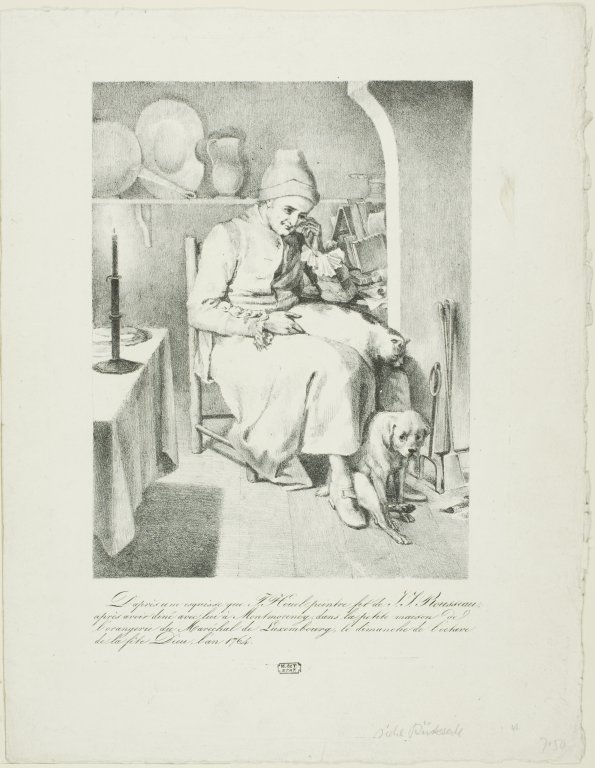
Jean-Jacques Rousseau a Montmorency, 1761. Disegno a matita

Nel 1755, a vent'anni, si trasferisce a Parigi, dove apprende l'arte dell'incisione presso l'atelier di Jacques-Philippe Le Bas, specializzandosi in paesaggi. Nell'ambiente culturale della capitale entra in contatto con gli ambienti illuministi, diventando tali idee fondamentali per capire l'orientamento e l'interpretazione del mondo. Incontra Diderot, D'Alembert e partecipa alle discussioni degli enciclopedisti. Così si innesta un interesse per le ispirazioni di matrice classica originati dalla natura e dal vedutismo dei monumenti antichi. Per questo conosce Anne-Claude-Philippe de Thubierès e le sue esperienze vissute nei viaggi in Italia. Nel 1761 realizza un disegno a matita di Jean-Jacques Rousseau, da cui trarrà anche importanti insegnamenti filosofici. Nel 1764 frequenta lo studio del pittore Francesco Casanova che gli permetterà di perfezionare la tecnica pittorica dei paesaggi.
Nel 1768 diviene allievo pittore dell'Accademia di Francia a Roma e per questa ragione può viaggiare in Italia per iniziare la sua formazione sul luogo. L'anno successivo visita Torino, Parma, Roma e Napoli al seguito del cavaliere d'Havrincourt. Le frequentazioni dell'Accademia a Roma avvengono assieme ad altri pittori tra cui César van Loo, Jean-Simon Berthélemy e François-André Vincent che nel 1772 gli dedicherà un ritratto ad olio, nonché il tedesco Jakob-Philipp Hackert.
È nel 1770 che il pittore effettuerà il primo viaggio in Sicilia. Mentre nel 1772, completati gli studi in Accademia, ritorna a Parigi. Nel 1774 viene ammesso all'Accademia Reale di Pittura e Scultura permettendogli così di esporre al Salon Official di Parigi l'anno successivo dove esporrà anche alcune vedute della Sicilia e di Roma.
Nel marzo del 1776, ottenuti dei finanziamenti dal governo francese, tornerà in Sicilia. Durante il suo soggiorno in Sicilia, visita le città di Marsala, Segesta, Sciacca, Selinunte, Palermo, Termini, Cefalù, Tindari, Vulcano, Lipari, Messina, Taormina, Catania, Aci Catena, Belpasso Valcorrente, Agira, Adrano, Centuripe, Sperlinga, Palazzo Adriano, Enna, Siracusa, Palazzolo Acreide, Modica, Scicli, Ragusa, Camarina e Agrigento, itinerario che racconta all'interno dei quattro volumi del Voyage.
Per eseguire il viaggio il pittore si documenta leggendo autori classici, ma anche le opere di Fazello, Cluverio e Agatino Daidone e molti altri testi di storici delle varie città. Il viaggio comincia a Marsiglia, dove s'imbarca per Napoli; qui soggiorna per ritrovare vecchie conoscenze. Giunge a Palermo il 15 maggio 1776 su di un battello. Girerà l'isola per ben tre anni fino al giugno del 1779; da Messina passerà prima a Napoli, dove incontrerà Dominique Vivant Denon, anch'egli viaggiatore. Rientrerà poi a Parigi. Nel corso del viaggio realizzerà oltre 200 tavole, che verranno raccolte nei quattro volumi del Voyage pittoresque des isles de Sicile, de Malta et de Lipari tra il 1782 e il 1787. La raccolta sarà una delle più importanti opere del XVIII secolo durante il Grand Tour.

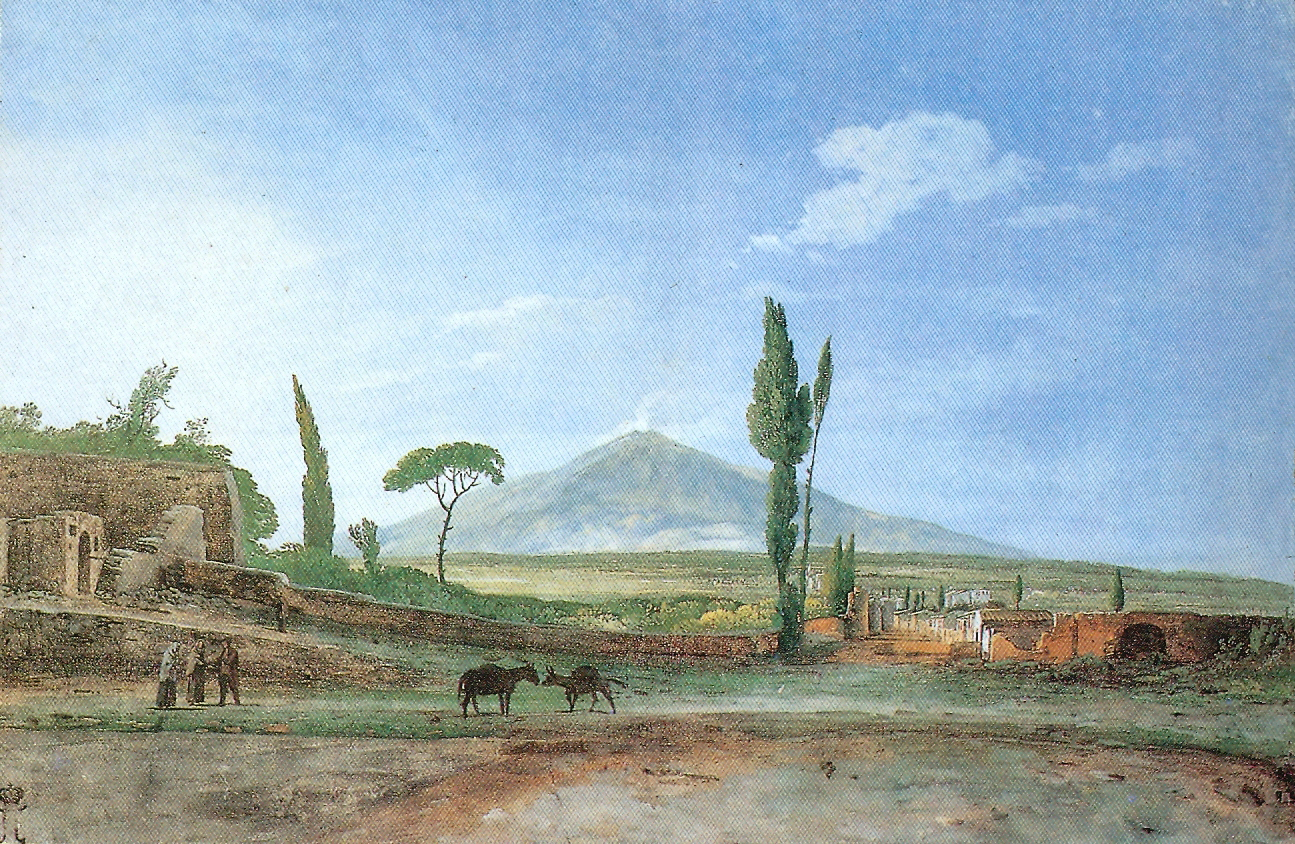
L'Etna visto dal piano di Porta Aci a Catania

Presa della Bastiglia di Houël

Al fine di fare quadrare i bilanci familiari e far fronte alle spese Houël fu costretto a vendere parte della sua collezione a Caterina II di Russia al prezzo di 40.000 lire tornesi determinando oggi la presenza di molti dipinti di viaggio presso il Museo dell'Ermitage di San Pietroburgo. Tuttavia l'invio delle opere, avvenuto in due tranche determinerà la perdita del primo gruppo. Una cinquantina di tavole invece andranno nella collezione del re di Francia e oggi sono esposte al museo del Louvre di Parigi. 
La cifra ottenuta dalla vendita gli permette di preparare la pubblicazione in quattro volumi del suo Voyage e di pagare nel frattempo tutti i suoi debiti. L'opera così pubblicata susciterà grande interesse in tutto il mondo intellettuale europeo determinando anche delle traduzioni in tedesco.
Nel 1789 inizia la Rivoluzione francese di cui il pittore sarà testimone dipingendo l'assalto alla Bastiglia.
Houël muore il 14 novembre 1813 presso l'Hotel d'Aligre in rue d'Orleans 19 a Parigi. Il suo corpo verrà seppellito presso il cimitero di Père-Lachaise.

## Galleria delle incisioni

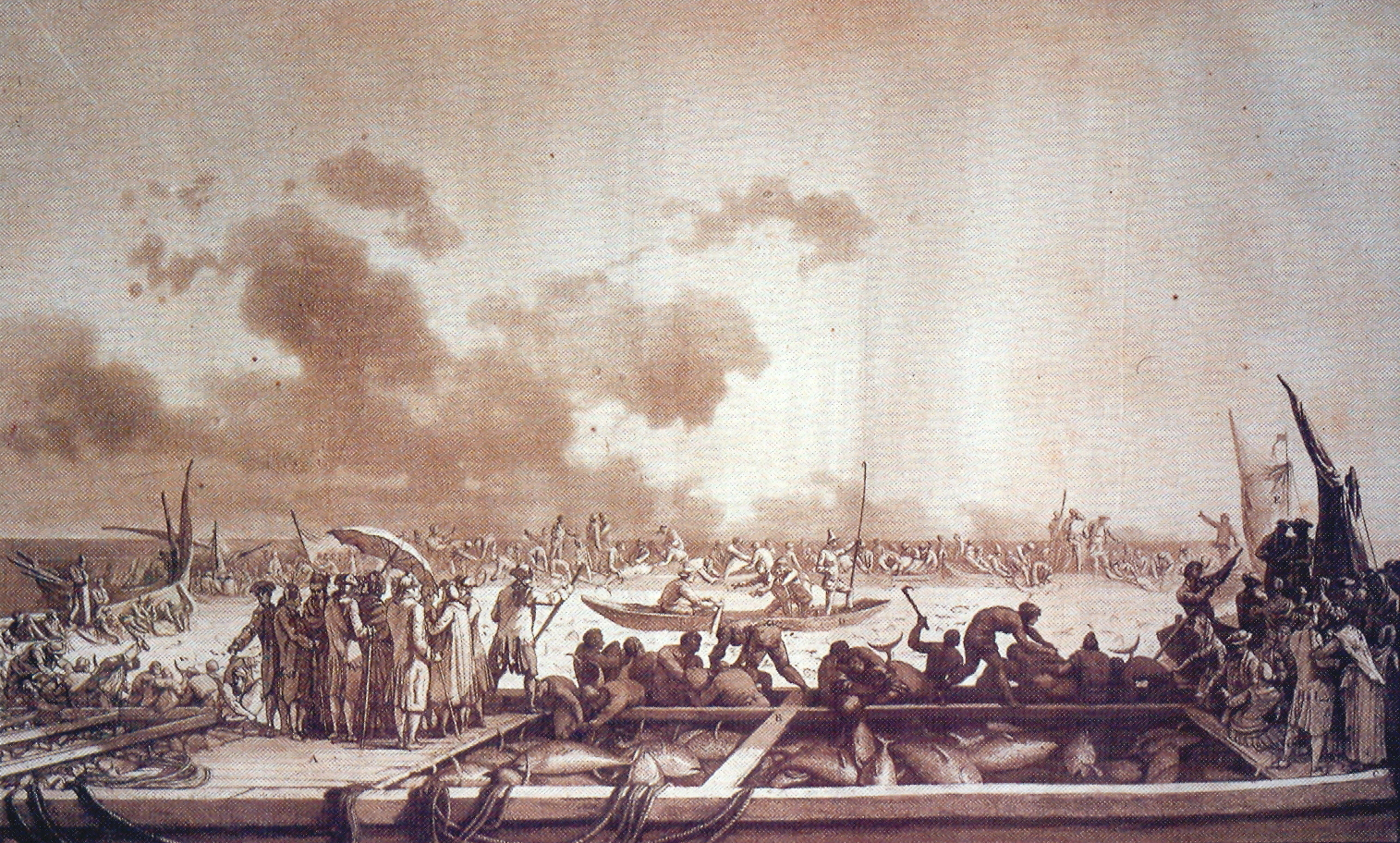
La pesca del tonno
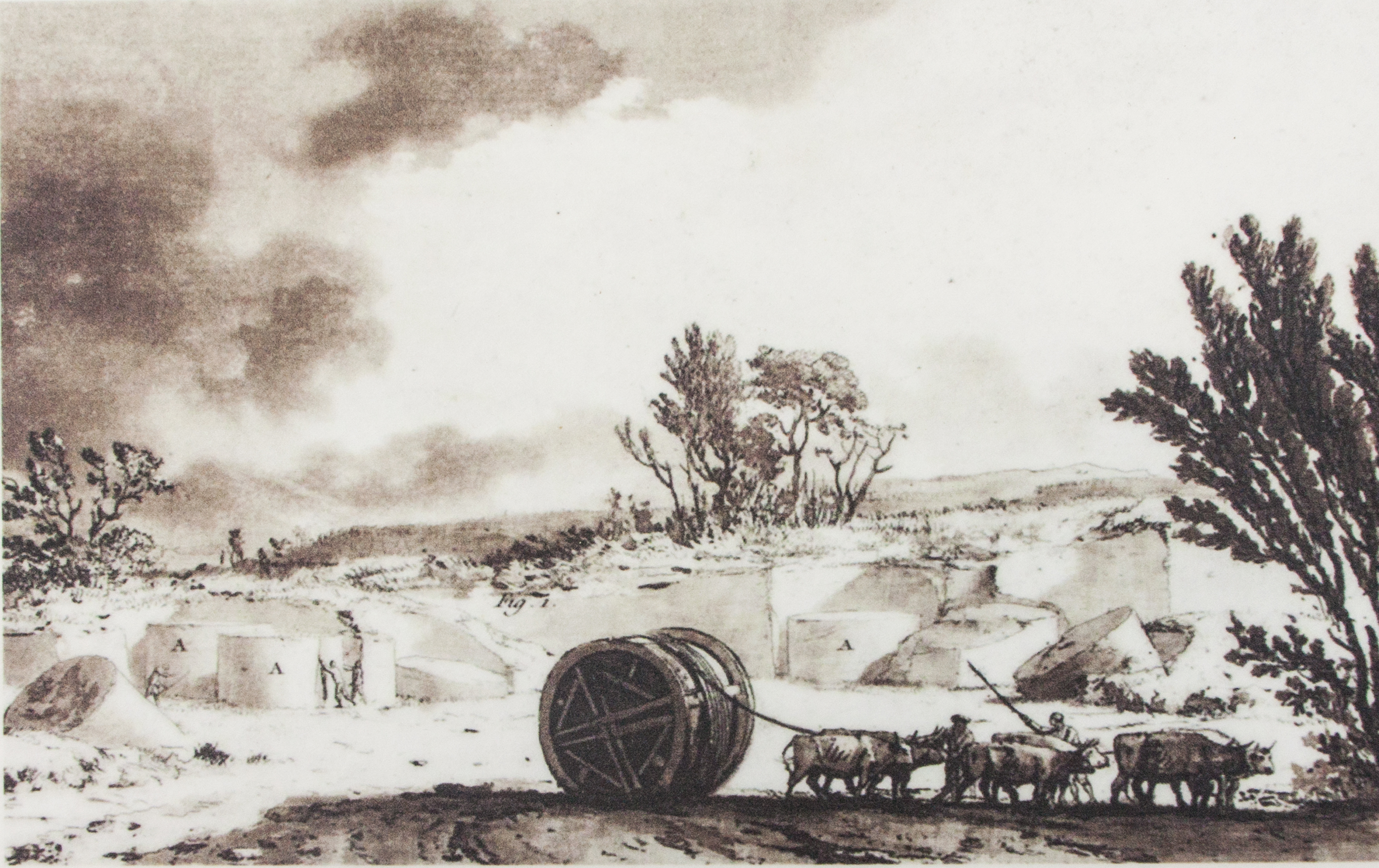
Le cave di Cusa
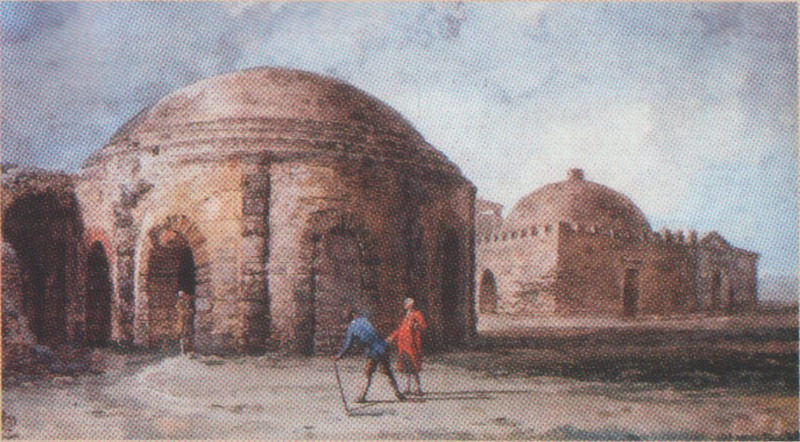
Terme della rotonda a Catania
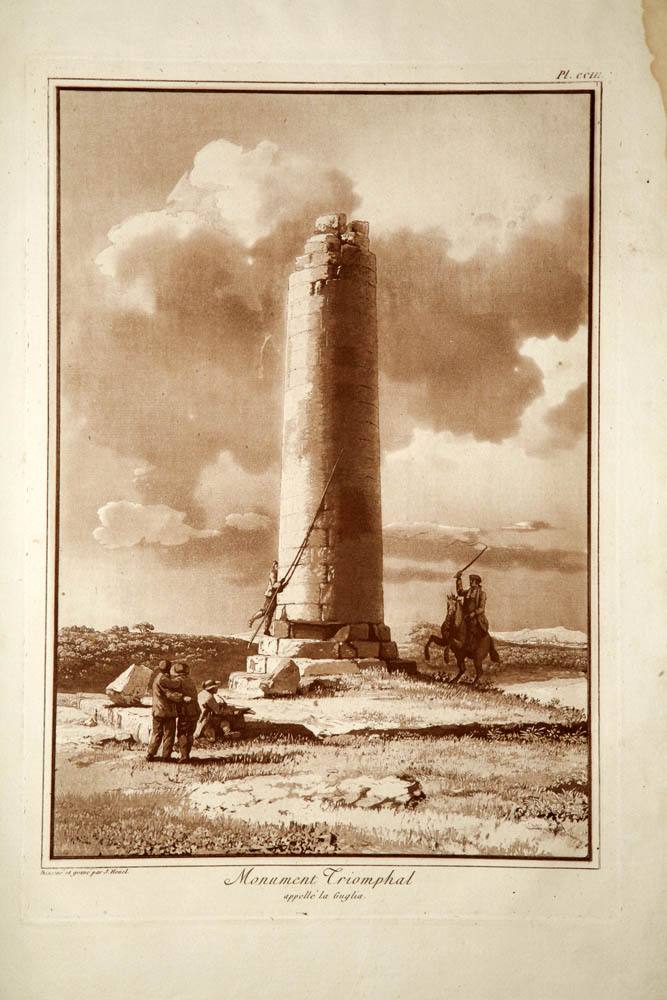
La colonna Pizzuta, Noto

## Pubblicazioni
- (FR) Jean-Pierre Houël, Voyage Pittoresque des Isles de Sicilie, de Malte, et de Lipari, vol. 1, Paris, 1782.
- (FR) Jean-Pierre Houël, Voyage Pittoresque des Isles de Sicilie, de Malte, et de Lipari, vol. 2, Paris, 1782.
- (FR) Jean-Pierre Houël, Voyage Pittoresque des Isles de Sicilie, de Malte, et de Lipari, vol. 3, Paris, 1785.
- (FR) Jean-Pierre Houël, Voyage Pittoresque des Isles de Sicilie, de Malte, et de Lipari, vol. 4, Paris, 1787.